# エディ&マーティンの逃走人生
『エディ&マーティンの逃走人生』（原題: Life）は、1999年のアメリカ合衆国のコメディ映画。

## ストーリー
ある日、スリ師のレイは、追い剥ぎに金を盗られたクロードを助け、共に密造酒の取引に向かうことになる。二人は密造酒の購入には成功するが、近くの賭博場で起こった殺人事件に巻き込まれ、あろうことか事件の犯人に仕立て上げられてしまう。そして、二人は終身刑に処せられ、長い監獄生活を送ることになる。

## キャスト
| 役名                             | 俳優                        | 日本語吹替 |
| -------------------------------- | --------------------------- | ---------- |
| レイフォード“レイ”・ギブソン     | エディ・マーフィ            | 江原正士   |
| クロード・バンクス               | マーティン・ローレンス      | 中尾隆聖   |
| ウィリー・ロング                 | オッバ・ババタンデ          | 中博史     |
| ディラード看守                   | ニック・カサヴェテス        | 石塚運昇   |
| クッキー                         | アンソニー・アンダーソン    | 桜井敏治   |
| ポーカーフェイス                 | バリー・シャバカ・ヘンリー  | 斎藤志郎   |
| ホッピン・ボブ                   | ブレント・ジェニングス      | 長島雄一   |
| ジャングル・レッグ               | バーニー・マック            | 立木文彦   |
| ビスケット                       | ミゲル・A・ヌネス・ジュニア | 檀臣幸     |
| ゴールドマウス                   | マイケル・タリフェロ        | 手塚秀彰   |
| ラジオ                           | ガイ・トーリー              | 吉田孝     |
| キャント・ゲット・ライト         | ボキーム・ウッドバイン      |            |
| デクスター・ウィルキンス         | ネッド・ビーティ            | 伊藤和晃   |
| シルヴィア                       | リサ・ニコル・カールソン    | 喜田あゆみ |
| アバナシー所長                   | オニール・コンプトン        | 宝亀克寿   |
| スタン・ブロッカー               | ノア・エメリッヒ            | 松本大     |
| スパンキー・ジョンソン           | リック・ジェームス          | 手塚秀彰   |
| ウィンストン・ハンコック         | クラレンス・ウィリアムズ3世 | 宝亀克寿   |
| レオン                           | ヘヴィ・D                   | 乃村健次   |
| ジェイク                         | ボンズ・マローン            | 檀臣幸     |
| パイク保安官（若年）             | ネッド・ヴォーン            | 松本大     |
| パイク保安官（老年）             | R・リー・アーメイ           | 松本大     |
| デイジー                         | サナ・レイサン              | 岡本章子   |
| メイ・ローズ・アバナシー（幼年） | アリソン・コール            | 棚田恵美子 |
| メイ・ローズ・アバナシー（若年） | ポピー・モンゴメリー        | 藤原美央子 |

- 日本語吹替

演出：蕨南勝之
翻訳：岸田恵子

## スタッフ
- 監督：テッド・デミ
- 製作：ブライアン・グレイザー、エディ・マーフィ
- 製作総指揮：ジェームズ・D・ブルベイカー、カレン・ケーラ
- 脚本：ロバート・ラムゼイ、マシュー・ストーン
- 撮影：ジェフリー・シンプソン
- 音楽：ワイクリフ・ジョン
- 特殊メイク：リック・ベイカー